# Вашу лапу, медведь!
«Вашу лапу, медведь!» — советский цветной стереоскопический (в системе «Стерео-70») фильм-шутка, снятый режиссёром Тамарой Лисициан по сценарию Евгения Аграновича на киностудии «Мосфильм» в 1969 году. В фильме снимался дрессировщик Валентин Филатов со своими дрессированными медведями.
Мировая премьера стереофильма состоялась 15 марта 1970 года на открытии Всемирной выставки «ЭКСПО-70» в Осаке (Япония), где фильм ежедневно демонстрировался с большим успехом вплоть до закрытия выставки (13 сентября 1970 года).

## Сюжет
Фильм-шутка о приключениях медведей и охотников. Охотники преследуют медведей. Медведи просят дрессировщика Валентина Филатова заступиться за них. По совету Филатова медведи приглашают охотников на собственное выступление в цирке. Охотники остаются восхищены талантами медведей и обещают больше не заниматься браконьерством.

## В ролях
| Актёр                           | Роль                                      |
| ------------------------------- | ----------------------------------------- |
| Светлана Харитонова             | жена охотника                             |
| Алексей Смирнов                 | пожилой охотник                           |
| Станислав Хитров                | охотник                                   |
| Валентин Филатов                | дрессировщик Филатов (в роли самого себя) |
| дрессированные медведи Филатова | медведи                                   |
| М. Москвин                      | эпизодическая роль                        |
| Г. Резников                     | эпизодическая роль                        |
| Гамлет Натрошвили               | эпизодическая роль                        |

## Съёмочная группа
| Автор сценария       | Евгений Агранович  |
| Режиссёр-постановщик | Тамара Лисициан    |
| Оператор             | Александр Панасюк  |
| Художник             | Василий Голиков    |
| Автор стихов         | Генрих Сапгир      |
| Композитор           | Михаил Меерович    |
| Звукооператор        | Валентина Ладыгина |
| Второй режиссёр      | Борис Вельшер      |
| Монтажёр             | Мария Карева       |
| Дирижёр              | Марк Эрмлер        |
| Редактор             | О. Козлова         |
| Директор картины     | Юзеф Рогозовский   |

## Техническое описание
| Название                     | «Вашу лапу, медведь!»                            |
| Английское название          | «Vashu lapu medvedi»                             |
| Английский перевод названия  | - «Your Paw, Bear» - «Give Your Paws, Bear»      |
| Жанр                         | киношутка                                        |
| Тип                          | стереоскопический («Стерео-70»)                  |
| Цветность                    | цветной                                          |
| Длительность                 | - 27 минут - 30 минут                            |
| Количество частей            | 3 части                                          |
| Длина плёнки                 | 898 метров                                       |
| Ширина плёнки                | 70 мм                                            |
| Формат плёнки                | 1,37:1                                           |
| Производитель плёнки         | «Свема»                                          |
| Звук                         | магнитная стереофоническая запись шестиканальная |
| Киностудия                   | «Мосфильм»                                       |
| Даты производства            | с 23 июля по 26 декабря 1969 года                |
| Бюджет фильма                | 117 900 рублей                                   |
| Разрешительное удостоверение | Р/у № 2046/70 от 17.02.1970 г.                   |
| Номер в Госфильмофонде       | №С 14156                                         |

## Съёмочный процесс
Валентин Филатов на страницах своей книги «Рассказы дрессировщика» вспоминал, что съёмки фильма «Вашу лапу, медведь!» проходили летом в лесу под Казанью. В сцене, в которой медведь пугает собравшихся поделить его шкуру браконьеров, снимался солист аттракциона «Медвежий цирк» по кличке Макс (Максим). Он должен был напугать охотников и, сев на мотоцикл, уехать по узкой тропе в лес. Первый дубль был удачно снят. Режиссёр Тамара Лисициан решила снять второй дубль. Уставший от жары, суеты и шума медведь уже неохотно махнул лапой на браконьеров, а, сев на мотоцикл, укатил на большой скорости совсем в другую сторону. Бросив мотоцикл, Макс убежал от гнавшихся за ним всех участников киносъёмки на озеро. Проплыв до середины озера, медведь вернулся на берег и снова убежал в лес. Когда он выбежал на полянку с машиной милиции, милиционеры тут же закрылись в служебном автомобиле, а Макс снова убежал в лес. Только когда ему надоело убегать, медведь всё же отреагировал на команды Филатова, и, будучи бодр и весел после купания, вернулся к дрессировщику и обнялся с ним. Под руку с Филатовым Максим вернулся на съёмочную площадку, поприветствовал всех поднятой лапой и отправился в свою клетку обедать.

## Премьеры
Киновед Николай Майоров утверждает, что мировая премьера короткометражных стереофильмов «Вашу лапу, медведь!» и «Русские этюды» состоялась 15 марта 1970 года (в день открытия) на Всемирной выставке «ЭКСПО-70» в японской Осаке в советском кинозале, специально оборудованном для просмотра стереофильмов по системе «Стерео-70». По утверждению Майорова, фильмы пользовались огромным успехом на каждом ежедневном показе вплоть до 13 сентября 1970 года (дня закрытия выставки). В СССР премьера в кинотеатре «Октябрь» состоялась 15 апреля 1970 года.
По утверждению Р. М. Хеймса, фильм ни разу не был показан в США.